# Petra Marklund
Petra Linnea Paula Marklund, nota anche con lo pseudonimo di September (Stoccolma, 12 settembre 1984), è una cantautrice svedese.
Ha raggiunto il successo in Svezia nel 2003, grazie ad alcuni singoli, a cui sono seguiti tre album pubblicati tra il 2004 e il 2007. In questi anni ha ottenuto successo nei paesi scandinavi e non solo con i singoli Satellites e Cry for You, di genere dance pop. Successivamente alla pubblicazione dei primi tre album di inediti, il 2008 ha segnato il debutto della cantante anche fuori dai confini scandinavi; sono stati pubblicati infatti tre album contenenti tracce già presenti nei primi dischi, ciascuno in diverse nazioni. Nello stesso periodo è uscita anche la sua prima raccolta in Svezia.

## Biografia

### Il debutto conSeptember
Ha debuttato nel 2003, all'età di 18 anni, con la canzone La La La (Never Give It Up) che ha raggiunto l'ottava posizione della classifica dei singoli svedese. Subito dopo è stato pubblicato il secondo singolo We Can Do It, che ha raggiunto la decima posizione della medesima classifica.
In seguito al successo dei primi due singoli, nel mese di febbraio l'etichetta discografica Stockholm ha pubblicato l'album di debutto della cantante, l'eponimo September, accompagnato dal terzo e ultimo singolo estratto dall'album September All Over, che ha bissato il successo del primo singolo piazzandosi alla medesima posizione nella classifica svedese. Meno successo è stato incontrato dall'album, che ha raggiunto solo la posizione numero 36 della classifica.

### Il successo diSatelliteseCry for You
Dopo un periodo di pausa, la cantante è tornata sulle scene musicali svedesi nel maggio del 2005 con il singolo Satellites, di grande successo, che ha raggiunto la quarta posizione della classifica. Il singolo ha anticipato la pubblicazione del secondo album della cantante, In Orbit, pubblicato nell'ottobre seguente per l'etichetta discografica Catchy Tunes. In concomitanza con l'album, che ha riscosso un discreto successo di vendite sia in Svezia che in Finlandia, è stato pubblicato anche il secondo singolo Looking for Love, anche questo di discreto successo. Altri brani estratti per la promozione del brano sono stati Flowers on the Grave, It Doesn't Matter e in particolare Cry for You, che ha permesso la cantante di essere conosciuta anche al di fuori dei paesi scandinavi entrando in classifica in numerosi paesi europei tra la fine del 2006 e i primi mesi del 2007.
Il 2006 ha segnato anche il debutto della cantante negli Stati Uniti e nel Regno Unito, dove sono stati diffusi in radio i due principali successi del suo secondo disco, Cry for You e Satellites. Il 1º settembre 2007 ha partecipato al Festival internazionale della canzone di Sopot in Polonia, in qualità di rappresentante della Svezia, affrontando artisti come Sophie Ellis-Bextor, Thierry Amiel, The Cloud Room e le Monrose. Si è classificata terza con il voto del pubblico e seconda con il voto della giuria.

### Il terzo album,Dancing Shoes
Immediatamente al successo di Cry for You, singolo di successo in tutta Europa nei primi mesi del 2007, è stato pubblicato il brano Can't Get Over, nel mese di giugno, accolto in maniera positiva in diversi paesi d'Europa. Il brano ha anticipato il terzo disco della cantante svedese, Dancing Shoes, uscito nel settembre dello stesso anno sempre per la Catchy Tunes e promosso dai singoli Until I Die e Because I Love You, il primo di buon successo in Svezia e Finlandia, mentre il secondo ha avuto scarsi risultati di vendite.

### Gli album di debutto internazionali
Dal 2008, la cantante è impegnata sul fronte internazionale; dopo i primi singoli, diffusi anche in Stati Uniti e Regno Unito nel 2006, è uscito per diverse etichette, tra cui la Robbins Entertainment, il primo album della cantante destinato ai mercati di Stati Uniti, Canada e Australia, contenente pezzi già inseriti nei suoi primi album. Questo disco è intitolato September, come il primo album della cantante pubblicato quattro anni prima, con il quale non ha però niente a che fare a parte alcune tracce in comune. Sempre nello stesso anno è uscito l'album Dancing in Orbit, album di debutto per il mercato dei Paesi Bassi e del Belgio, il cui titolo è un'unione tra Dancing Shoes e In Orbit, rispettivamente terzo e secondo disco della cantante; questa scelta è stata dovuta al fatto che le tracce di questo album erano una selezione tra i brani contenuti tra i due dischi precedentemente pubblicati.
Negli ultimi mesi dello stesso anno è infine uscita un'altra raccolta, Gold, stavolta destinata al mercato svedese e contenente i suoi principali successi.
L'anno successivo è stata la volta dell'album di debutto per il Regno Unito e l'Irlanda, Cry for You - The Album, il cui titolo richiama l'omonima canzone di successo.
Per la promozione degli album internazionali è stata diffusa come singolo una versione modificata del singolo Can't Get Over, precedentemente pubblicata in Svezia, accompagnata anche da un video differente da quello precedentemente utilizzato; questa versione è stata ripubblicata anche nei paesi scandinavi.

### Anni 2010
Il 12 novembre 2010, September ha pubblicato il singolo Mikrofonkat come download digitale per la Svezia. La canzone non è stata commercializzata in tutto il mondo ma soltanto in Svezia ed ha ricevuto vari acclami commerciali. La canzone ha raggiunto la posizione 1 della classifica svedese dei singoli diventando il singolo di maggior successo di September in Svezia. 
Il 19 novembre 2010 viene pubblicato il secondo singolo, Resuscitate Me in Svezia, dove ha raggiunto la posizione numero 45 e restando in classifica per due settimane.
La cantante ha annunciato l'uscita del suo quarto album in studio Love CPR, che è stato ufficialmente distribuito in Svezia l'11 febbraio 2011. L'album ha raggiunto la prima posizione della classifica album svedese e ottenendo la certificazione del riconoscimento del disco di platino.
Come terzo singolo è stato pubblicato Me & My Microphone ovvero la versione inglese di Mikrofonkat. La canzone è stata diffusa negli Stati Uniti. Per Love CPR è stato annunciato il tour come dichiarato nel sito web officiale di September.
Nel settembre 2012 l'artista ha pubblicato il singolo Händerna Mot Himlen e poche settimane dopo l'album Inferno, pubblicato a nome Petra Marklund.
Nel 2012 ha vinto il premio "Canzone dell'anno" nell'ambito dei Grammis per Baksmälla.

## Vita privata
Vive a Londra col compagno. Ha due figli, nati nel 2016 e nel 2018.

## Discografia

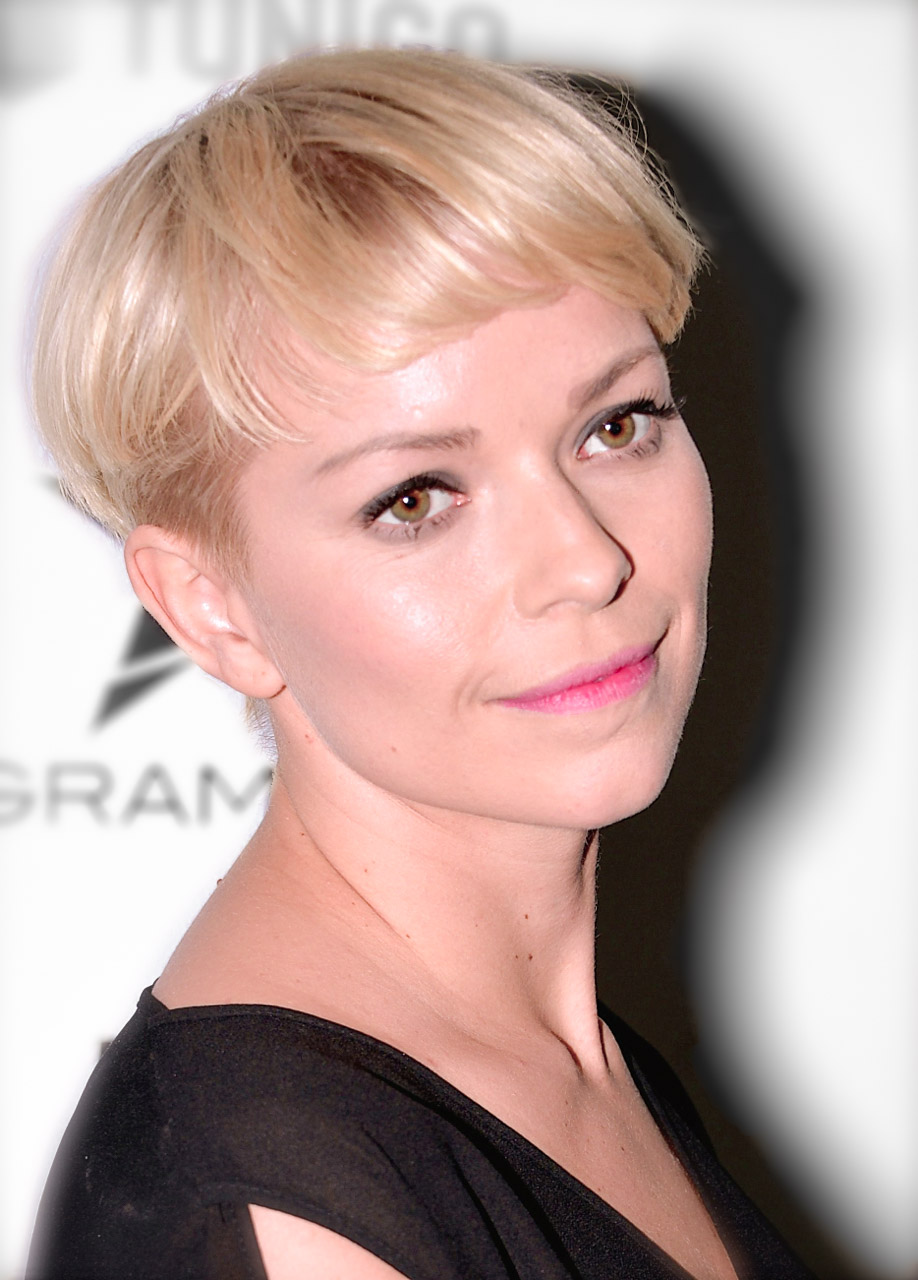
September nel 2013.

### Album
- 2004 - September
- 2005 - In Orbit
- 2007 - Dancing Shoes
- 2011 - Love CPR
- 2012 - Inferno (a nome Petra Marklund)
- 2015 - Ensam inte stark

### Raccolte
- 2008 - September (album di debutto in Australia, Canada e Stati Uniti)
- 2008 - Dancing in Orbit (album di debutto in Belgio e Paesi Bassi)
- 2008 - Gold
- 2009 - Cry for You - The Album (album di debutto in Regno Unito e Irlanda)

### Singoli
- 2003 - La La La (Never Give It Up)
- 2003 - We Can Do It
- 2004 - September All Over
- 2005 - Satellites
- 2005 - Looking for Love
- 2006 - Flowers on the Grave
- 2006 - It Doesn't Matter
- 2006 - Cry for You
- 2007 - Can't Get Over
- 2007 - Until I Die
- 2008 - Because I Love You
- 2010 - Mikrofonkåt
- 2010 - Resuscitate Me
- 2010 - Baksmälla (con Petter)
- 2010 - Kärlekens Tunga
- 2011 - Me & My Microphone
- 2011 - Party in My Head
- 2012 - Händerna mot himlen